# Amtsgericht Fritzlar

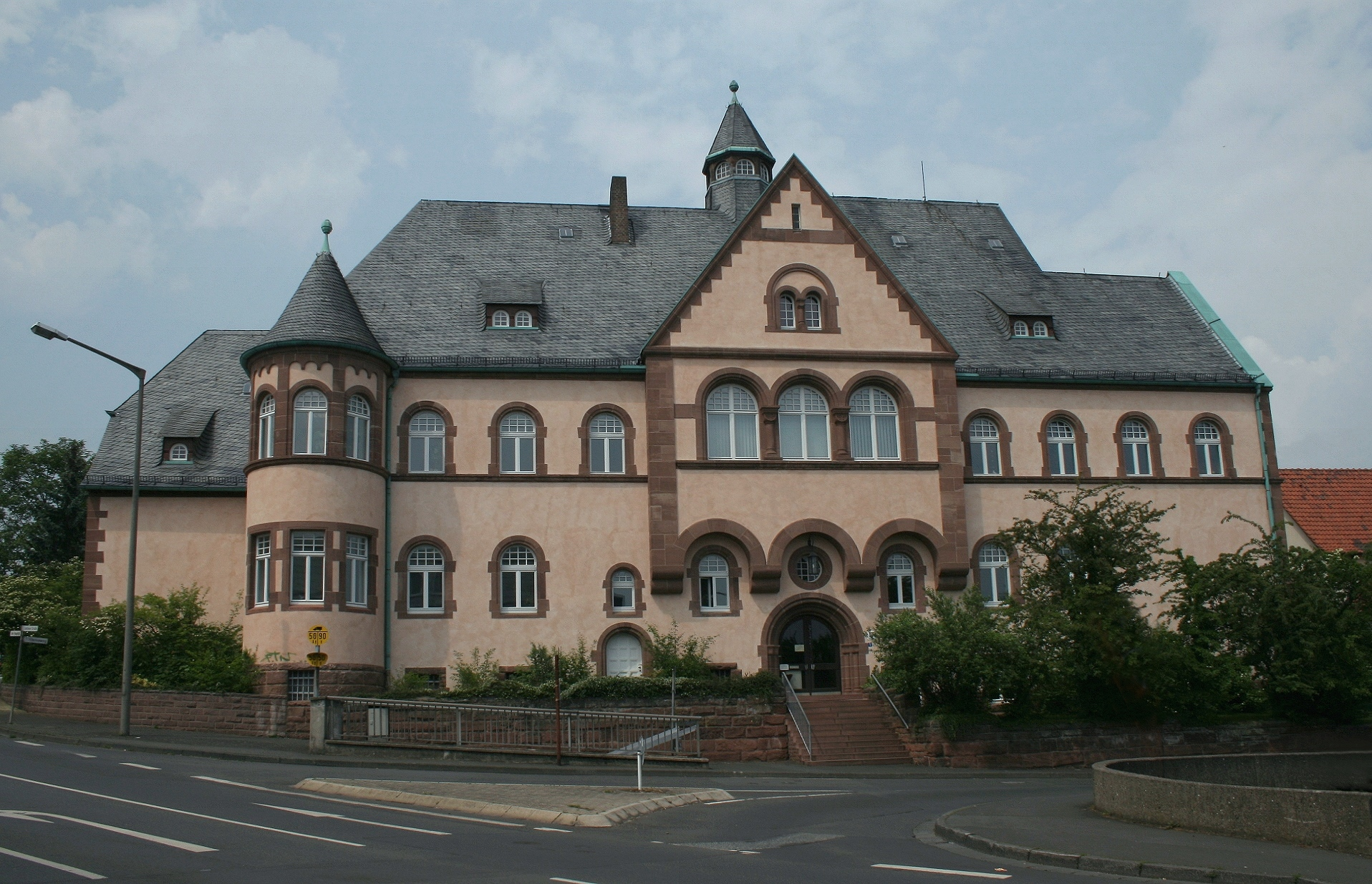
Gerichtsgebäude (erbaut 1906/07)

Das Amtsgericht Fritzlar (AG Fritzlar) ist ein Gericht der ordentlichen Gerichtsbarkeit in der nordhessischen Stadt Fritzlar im Schwalm-Eder-Kreis.

## Gerichtssitz und -bezirk

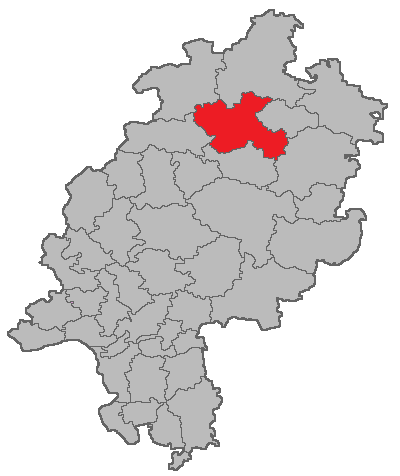
Lage des Amtsgerichtsbezirks Fritzlar in Hessen

Der Sitz des Gerichtes ist in Fritzlar im „Schladenweg 1“, einem 1906/07 errichteten Gebäude. Unter der Anschrift „Am Hospital 15“ befindet sich eine Außenstelle. Der Gerichtsbezirk des Amtsgerichts Fritzlar umfasst die Städte Bad Wildungen, Borken (Hessen), Fritzlar, Gudensberg, Homberg (Efze) und Niedenstein (jeweils inklusive aller Stadtteile) sowie die Gemeinden Bad Zwesten, Edermünde, Edertal, Jesberg, Knüllwald, Neuental und Wabern (ebenfalls inklusive aller Ortsteile).

## Zuständigkeiten
Das Amtsgericht Fritzlar ist zuständig für Betreuungssachen, Grundbuchsachen, Kirchenaustritte, Nachlasssachen, erstinstanzliche Zivilsachen sowie Strafsachen erster Instanz. Darüber hinaus ist das Amtsgericht Fritzlar in Registerangelegenheiten und Strafsachen, die vor dem Schöffen- bzw. Jugendschöffengericht angeklagt werden, außer für seinen Gerichtsbezirk auch für den Bezirk des Amtsgerichts Melsungen zuständig.
Nicht zuständig ist das AG Fritzlar für Familiensachen. Hierfür ist das Amtsgericht Melsungen zuständig. Für Mahnverfahren ist ebenfalls nicht das AG Fritzlar, sondern hessenweit das Amtsgericht Hünfeld zuständig.

## Übergeordnete Gerichte
Dem AG Fritzlar übergeordnet ist das Landgericht Kassel.

## Geschichte
Seit dem 12. Jahrhundert bestand das Stadtgericht Fritzlar. Ab 1803 gehörte das Amt Fritzlar zur Landgrafschaft Hessen-Kassel. Die Rechtsprechung der niederen Gerichtsbarkeit wurde in der Landgrafschaft Hessen-Kassel durch den Amtmann des Amtes Fritzlar wahrgenommen.
Die Neuregelung des Justizwesens im napoleonischen Königreich Westphalen 1807 führte zu der Trennung von Rechtsprechung und Verwaltung. Der Kanton Fritzlar war nun für die Verwaltung, das Friedensgericht Fritzlar für die Rechtsprechung zuständig. Das Friedensgericht unterstand dem Distriktgericht Kassel, das für den Distrikt Kassel zuständig war.
Mit dem Ende des Königreichs Westphalen im Jahre 1813 wurde die Trennung von Rechtsprechung und Verwaltung rückgängig gemacht und das Kurfürstentum Hessen führte 1814 das Amt Fritzlar wieder ein.
Mit dem Organisations-Edikt vom 29. Juni 1821 wurden in Kurhessen Verwaltung und Justiz endgültig getrennt. Nun waren Justizämter für die erstinstanzliche Rechtsprechung zuständig, während die Verwaltung von Kreisen, in diesem Fall vom Kreis Fritzlar, übernommen wurde. In Fritzlar wurde infolgedessen das Justizamt Fritzlar eingerichtet, dessen Sprengel aus den Orten Fritzlar, Cappel, Geismar, Haddamar, Obermöllrich, Rothhelmshausen, Ungedanken, Wabern und Zennern des bisherigen Amts Fritzlar sowie den vorher zum Amt Borken gehörigen Gemeinden Gombeth, Großenenglis, Kerstenhausen, Kleinenglis und Udenborn sowie dem Ort Uttershausen aus dem bisherigen Amt Homberg gebildet wurde. Der Ort Gombeth wurde allerdings schon 1843 wieder an das Justizamt Borken abgegeben.
Nach der Annexion Kurhessens durch Preußen 1866 wurden die dort bis dahin bestehenden Gerichtsbehörden aufgehoben und durch Amtsgerichte in erster, Kreisgerichte in zweiter und ein Appellationsgericht in dritter Instanz ersetzt. Im Zuge dessen wurde am 1. September 1867 aus dem Justizamt Fritzlar das Königlich Preußische Amtsgericht Fritzlar im Bezirk des Kreisgerichts Cassel. Auch mit dem Inkrafttreten des Gerichtsverfassungsgesetzes am 1. Oktober 1879 blieb das Amtsgericht Fritzlar in unveränderter Form bestehen; nur das zuständige Obergericht wurde in Landgericht Cassel (seit 1926 Landgericht Kassel) umgewandelt.
Am Gericht bestand eine Richterstelle. Es war damit ein kleines der 34 Amtsgerichte im Landgerichtsbezirk.
1943 wurde das Amtsgericht Gudensberg zur Zweigstelle des Amtsgerichts Fritzlar. Dadurch vergrößerte sich der Fritzlarer Gerichtsbezirk um die Städte Gudensberg und Niedenstein sowie die Dörfer Besse, Dissen, Dorla, Ermetheis, Gleichen, Grifte, Haldorf, Holzhausen am Hahn, Kirchberg, Lohne, Maden, Metze, Obervorschütz, Wehren, Werkel und Wichdorf. Am 1. Juli 1968 wurde auch das Amtsgericht Borken zur Zweigstelle des Amtsgerichts Fritzlar, wodurch dessen Bezirk um die Ortschaften Allendorf, Arnsbach, Betzigerode, Bischhausen, Borken, Densberg, Dillich, Dorheim, Elnrode-Strang, Freudenthal, Gilsa, Gombeth, Haarhausen, Hundshausen, Jesberg, Lembach, Lendorf, Nassenerfurth, Neuenhain, Niederurff, Oberurff-Schiffelborn, Pfaffenhausen, Reptich, Römersberg, Roppershain, Schlierbach, Singlis, Stolzenbach, Trockenerfurth, Verna, Waltersbrück, Wenzigerode, Zimmersrode und Zwesten erweitert wurde. Am 1. Juli 1970 wurde zuerst die Zweigstelle in Borken und neun Monate später auch die Zweigstelle in Gudensberg aufgelöst.
Nach zahlreichen Eingemeindungen infolge der Gebietsreform in Hessen in den 1970er Jahren und damit einhergehenden Sprengeländerungen bestand der Amtsgerichtsbezirk Fritzlar ab 1974 aus den Gemeinden Borken, Edermünde, Fritzlar, Gudensberg, Jesberg, Neuental, Niedenstein, Wabern und Zwesten (seit 1992 Bad Zwesten). Zur bislang letzten Vergrößerung des Fritzlarer Amtsgerichtsbezirks kam es am 1. Januar 2005 durch die Aufhebung der Amtsgerichte Homberg (Efze) und Bad Wildungen, wobei Homberg (Efze) und Knüllwald aus dem Amtsgerichtsbezirk Homberg (Efze) sowie Bad Wildungen und Edertal aus dem Amtsgerichtsbezirk Bad Wildungen dem Fritzlarer Gerichtsbezirk hinzugefügt wurden.